# NHL/Sheraton Road Performer Award
NHL/Sheraton Road Performer Award je cena každoročně udělována lednímu hokejistovi hrajícímu v Kanadsko-americké lize ledního hokeje NHL, který si dokázal připsat nejvíce kanadských bodů na hřištích soupeřů. Tato trofej se uděluje od sezóny 2003/2004.

## Držitelé trofeje
| Sezóna  | Hráč                                        | Tým                                                   |
| ------- | ------------------------------------------- | ----------------------------------------------------- |
| 2003–04 | Joe Sakic                                   | Colorado Avalanche                                    |
| 2004–05 | Neudělena pro stávku                        |                                                       |
| 2005–06 | Jaromír Jágr                                | New York Rangers                                      |
| 2006–07 | Vincent Lecavalier                          | Tampa Bay Lightning                                   |
| 2007–08 | Alexandr Ovečkin                            | Washington Capitals                                   |
| 2008–09 | Jevgenij Malkin                             | Pittsburgh Penguins                                   |
| 2009–10 | Nicklas Bäckström                           | Washington Capitals                                   |
| 2010–11 | Daniel Sedin                                | Vancouver Canucks                                     |
| 2011–12 | Jevgenij Malkin, Jason Spezza, Joe Thornton | Pittsburgh Penguins, Ottawa Senators, San Jose Sharks |
| 2012–13 | Patrick Kane                                | Chicago Blackhawks                                    |